# 中国致公党中央委员会
中国致公党中央委员会，简称致公党中央，是中国致公党全国代表大会选举产生的中央领导机构。中国致公党中央委员会下设办公厅、组织部、宣传部、联络部、参政议政部、社会服务部等6个职能部门、13个专门委员会，并有中国发展杂志社、机关服务中心、致福慈善基金会和中国致公出版社等下属机构。

## 历届致公党中央[2]

### 第三届（1947年5月－1950年4月）
- 主席：李济深
- 副主席：陈其尤
- 秘书长：陈演生
- 常务委员：李济深、陈其尤、陈演生、雷荣珂、黄鼎臣、锺杰臣、韩毓辉、严锡煊、伍觉天

### 第四届（1950年4月－1952年11月）
- 主席团主席：陈其尤（召集人）、陈演生、官文森、雷荣珂、司徒俊葱[3]
- 秘书长：郑天保
- 常务委员：陈其尤、陈演生、官文森、雷荣珂、郑天保、陈炳瀚、罗伟夫、伍觉天、李维纲、廖保生、锺杰臣、左大炘、李星川、甘善斋

### 第五届（1952年11月－1956年4月）
- 主席：陈其尤
- 副主席：官文森、司徒俊葱
- 秘书长：郑天保
- 常务委员：陈其尤、官文森、雷荣珂、黄鼎臣、严希纯、郑天保、锺杰臣

### 第六届（1956年4月－1979年10月）
- 主席：陈其尤
- 副主席：官文森
- 秘书长：郑天保
- 副秘书长：严希纯
- 常务委员：王廷俊、伍觉天、陈其尤、官文森、严希纯、郑天保、黄鼎臣、雷沛鸿、雷荣珂、锺杰臣

### 第七届（1979年10月－1983年11月）
- 主席：黄鼎臣
- 副主席：伍觉天、伍禅

七届十次会议增选：许志猛、陆榕树
- 秘书长：邝明（1982年12月辞）、陆榕树
- 常务委员：黄鼎臣、伍觉天、伍禅、邝明、许志猛、陆榕树、廖周行、黄复康、柯朝阳

七届三中全会增选：董寅初、黄独峰

### 第八届（1983年11月－1988年12月）
- 主席：黄鼎臣、董寅初（1988年4月代）
- 副主席：伍觉天、伍禅、许志猛、陆榕树、董寅初、郑守仪、黄清渠
- 秘书长：陆榕树
- 常务委员：叶佩英、伍觉天、伍禅、许志猛、许乃波、郑守仪、柯朝阳、陆榕树、黄鼎臣、黄独峰、董寅初、廖周行、蔡其侃、郑正仁、黄清渠、陈其挥

### 第九届（1988年12月－1992年12月）
- 主席：董寅初
- 名誉主席：黄鼎臣
- 副主席：杨纪珂（常务）、伍觉天、黄清渠、陆榕树、郑守仪、王宋大
- 名誉副主席：许志猛
- 秘书长：王宋大
- 常务委员：王宋大、叶佩英、伍觉天、刘文湖、杨纪珂、陆榕树、郑正仁、郑守仪、俞云波、黄独峰、黄清渠、董寅初、蔡其侃

### 第十届（1992年12月－1997年11月）
- 主席：董寅初
- 名誉主席：黄鼎臣
- 副主席：杨纪珂（常务）、陆榕树、郑守仪、王宋大、罗豪才、吴明熹（1995年12月增选）、杜宜瑾（1996年12月增选）
- 名誉副主席：伍觉天
- 秘书长：王宋大、吴明熹（1995年12月增选）
- 常务委员：王宋大、古华民、叶佩英、吴豪德、邱国义、杨纪珂、杨兆旋、李家宝、李铮友、张骏升、陆榕树、郑守仪、罗豪才、俞云波、唐国俊、梁立基、靳晋、董寅初、吴明熹（1995年12月增选）、杜宜瑾（1996年12月增选）

### 第十一届（1997年11月－2002年12月）
- 主席：罗豪才
- 名誉主席：董寅初
- 副主席：郑守仪、王宋大、吴明熹、杜宜瑾、俞云波、王珣章
- 名誉副主席：伍觉天、杨纪珂
- 秘书长：邱国义
- 常务委员：王宋大、王珣章、古华民、叶文虎、叶佩英、邱国义、杜宜瑾、吴明熹、李家宝、李铮友、杨兆旋、郑守仪、林子亮、罗龙、罗豪才、周畅、俞云波、程津培、蒋作君、王忠康（1999年11月增选）、许克敏（1999年11月增选）

### 第十二届（2002年12月－2007年12月）
- 主席：罗豪才
- 名誉主席：董寅初
- 副主席：杜宜瑾（常务）、王宋大、吴明熹、俞云波、王珣章、程津培、王钦敏、杨邦杰（2004年12月增选 ）、万钢（2006年12月增选 ）
- 名誉副主席：伍觉天、杨纪珂
- 秘书长：曹鸿鸣
- 常务委员：牛文元、王孝询、王宋大、王志民、王钦敏、王珣章、古华民、叶文虎、甘霖、朱坦、朱天慧、许克敏、严以新、吴明熹、李羚、杜宜瑾、邱国义、陈杰、林方略、罗豪才、俞云波、相建海、黄因慧、黄格胜、彭图治、程津培、蒋作君、蔡建国、滕卫平

### 第十三届（2007年12月－2012年12月）
- 主席：万钢
- 副主席：王钦敏（常务）、王珣章、程津培、杨邦杰、严以新、黄格胜、曹小红、李卓彬、闫小培（2011年12月增选）
- 秘书长：曹鸿鸣
- 常务委员：万钢、王孝询、王志民、王钦敏、王珣章、甘霖、朱天慧、刘富兴、闫小培、严以新、李羚、李卓彬、李昭玲、杨邦杰、吴幼英、陈杰、林方略、郑继伟、赵进东、相建海、姚凯伦、黄因慧、黄格胜、曹小红、曹鸿鸣、蒋作君、程津培、谢广祥、谢晓尧、蔡建国、滕卫平

### 第十四届（2012年12月－2017年12月）
- 主席：万钢
- 副主席：蒋作君（常务）、王珣章、程津培、杨邦杰、严以新、黄格胜、曹小红、李卓彬、闫小培
- 秘书长：曹鸿鸣
- 常务委员：万钢、王珣章、甘霖、吕彩霞、刘珂、闫小培、闫傲霜、严以新、李羚、李嵘、李卓彬、李昭玲、杨邦杰、杨兴平、张玲、张柏青、张恩迪、陈超、林方略、郑继伟、赵进东、赵家军、胡旭晟、黄格胜、曹小红、曹鸿鸣、麻建国、蒋作君、程津培、谢广祥、谢晓尧、蔡建国、滕卫平、薛卫民

### 第十五届（2017年12月－2022年12月）
- 主席：万钢
- 副主席：蒋作君（常务）、曹小红、李卓彬、闫小培、曹鸿鸣、甘霖、张恩迪、吕彩霞
- 秘书长：曹鸿鸣
- 常务委员：于圣臣、万钢、王大鸣、王鹏杰、甘霖、吕彩霞、刘珂、闫小培、闫傲霜、孙诚谊、李羚、李嵘、李卓彬、杨兴平、沈国军、张玲、张柏青、张恩迪、陈超、郑继伟、赵进东、赵家军、胡旭晟、侯茂丰、夏宁、徐晓兰、黄武、曹小红、曹鸿鸣、麻建国、蒋作君、谢广祥、薛卫民、卢国懿（2018年12月-）

### 第十六届（2022年12月－）
- 主席：蒋作君（第十四届全国政协副主席）
- 常务副主席：张恩迪
- 副主席：曹鸿鸣、甘霖（女，至2024年）、吕彩霞（女）、杨兴平、闫傲霜（女）、徐晓兰（女）、卢国懿
- 秘书长：卢国懿
- 常务委员：丁时勇、于圣臣、王大平、王小云（女）、王松灵、王学锋（女，回族）、王桂英（女）、甘霖（女，至2024年）、卢国懿、司富春、吕彩霞（女）、闫傲霜（女）、许光文、孙诚谊、杨洋（女，彝族）、杨兴平、沈国军、张华俊、张柏青、张恩迪、陈晓勇、欧余军、罗恩平、赵家军、胡伟、胡旭晟、侯茂丰、徐晓兰（女）、高吉喜、高秀梅（女）、陶仪声（女）、黄武、曹鸿鸣、蒋作君